# Sally Clark (équitation)
Pour les articles homonymes, voir Sally Clark (homonymie) et Clark.
Sally Clark, née le 11 avril 1958 à Palmerston North, est une cavalière professionnelle néo-zélandaise de concours complet d'équitation.
Elle est médaillée d'argent aux Jeux olympiques d'Atlanta en 1996 et championne du monde par équipe lors des Jeux équestres mondiaux de Rome en 1998.